# Monatsschrift des Vereines zur Beforderung des Gartenbaues in den Koniglich Preussischen Staaten fur Gartnerei und Pflanzenkunde
Monatsschrift des Vereines zur Beforderung des Gartenbaues in den Koniglich Preussischen Staaten fur Gartnerei und Pflanzenkunde (abreviado Monatsschr. Vereines Beford. Gartenbaues Konigl. Preuss. Staaten) fue una revista con ilustraciones y descripciones botánicas que fue editada en Berlín desde 1873 hasta 1878. Fue precedida por Wochenschr. Vereines Beförd. Gartenbaues Königl. Preuss. Staaten y reemplazado por Monatsschr. Vereines Beförd. Gartenbaues Königl. Preuss. Staaten Ges. Gartenfr. Berlins.